# Station Højby (Fyn)
Station Højby  is een spoorweghalte in Højby, aan de zuidkant van de stad
Odense in  Denemarken. Het station werd geopend op 12 juli 1876. Het oorspronkelijke stationsgebouw is in 2005 gesloopt. Er resteert enkel een abri met kaartautomaat.